# Messerschmitt Me P.1110
De Messerschmitt Me P.1110 “Ente” was een ontwerp voor een Duits jachtvliegtuig in de Tweede Wereldoorlog. Deze eerste uitvoering voor het P.1110-project was een zogenaamd eendvliegtuig. Dit hield in dat er voor aan de romp canards (hulpvleugels) waren aangebracht. Dit betekende echter wel dat het conventionele stabilo kwam te vervallen. Deze configuratie moest voor een goede stabiliteit zorgen en voor betere vliegeigenschappen bij geringe snelheid. De luchtinlaten voor de Heinkel-Hirth He S 011-straalmotor waren aan de zijkant van de romp aangebracht. De cockpit bevond zich in de neus van het toestel. De bewapening bestond uit vier 30mm-MK108-kanonnen in de zijkanten van de cockpit. Messerschmitt stopte dit project in het voordeel van de conventionele P.1110/II.

## Tweede model
De Messerschmitt Me P.1110/II was de tweede uitvoering van het Me P.1110-project. Het was een ontwerp voor een eenpersoons jachtvliegtuig voor gebruik op grote hoogte. Het verschil met het eerste ontwerp was de V-vormige staartsectie en een luchtinlaat die achter de cockpit was geplaatst. Net als de eerste uitvoering had dit toestel een Heinkel-Hirth-straalmotor, en een vleugel die was voorzien van een pijlstand van 40 graden. De bewapening bestond uit drie 30mm-MK108-kanonnen in de neus. Deze konden eventueel worden aangevuld met twee extra kanonnen in de vleugelwortels.
Vooroorlogse ontwerpen:
S 7 ·
S 8 ·
S 9 ·
S 10 ·
S 13 ·
S 14 ·
S 15 ·
S 16 ·
M 17 ·
M 18 ·
M 19 ·
M 20 ·
M 21 ·
M 22 ·
M 23 ·
M 24 ·
M 25 ·
M 26 ·
M 27 ·
M 28 ·
M 29 ·
M 30 ·
M 31 ·
M 33 ·
M 35 ·
M 36 · 
M 37
Ontwerpen 1933-1945:
Bf 108 · 
Bf 109 ·
Bf 109TL ·
Bf 109Z ·
Bf 110 ·
Bf 161 ·
Bf 162 ·
Me 163 · 
Me 209 ·
Me 210 ·
Me 261 ·
Me 262 · 
Me 263 ·
Me 264 · 
Me 265 · 
Me 290 · 
Me 309 ·
Me 309Z ·
Me 321 · 
Me 323 · 
Me 328 · 
Me 334 ·
Me 410 · 
Me 509 · 
Projecten tot 1945:
P.1051 ·
P.1062 ·
P.1065 ·
P.1070 ·
P.1073 ·
P.1092 ·
P.1095 ·
P.1099 ·
P.1100 ·
P.1101 ·
P.1102 ·
P.1103 ·
P.1104 ·
P.1106 ·
P.1107 ·
P.1108 ·
P.1109 ·
P.1110 ·
P.1111 ·
P.1112
Libelle ·
Schwalbe ·
Wespe ·
P.08.01 ·
Zerstörer Project II
Overig:
C-44